# 志水淳児
志水 淳児（しみず じゅんじ）は、日本のアニメーション監督、アニメーション演出家。東映アニメーション所属。

## 主な作品

### テレビアニメ
1983年
- キン肉マン（-1986年、演出助手・制作進行）

1988年
- 闘将!!拉麵男（演出助手・制作進行）

1989年
- 新ビックリマン（演出助手・演出）

1992年
- スーパービックリマン（演出）
- チロリン村物語（絵コンテ）

1993年
- SLAM DUNK（演出）
- GS美神（演出）

1996年
- 地獄先生ぬ〜べ〜（演出）
- ご近所物語（演出）

1997年
- ドクタースランプ（演出）

1999年
- デジモンアドベンチャー（演出）
- 神風怪盗ジャンヌ（演出）

2000年
- ONE PIECE（-2003年、シリーズディレクター（一時期）・絵コンテ・演出）
- 女神候補生（絵コンテ）
- 遊☆戯☆王デュエルモンスターズ（-2004年、絵コンテ）

2002年
- ポケットモンスター（絵コンテ）

2003年
- 金色のガッシュベル!!（-2004年、演出）

2007年
- Yes!プリキュア5（絵コンテ・演出）

2008年
- ネオ アンジェリーク Abyss -Second Age-（絵コンテ）

2009年
- フレッシュプリキュア!（シリーズディレクター・絵コンテ・演出）

2010年
- ハートキャッチプリキュア!（絵コンテ・演出）

2011年
- トリコ（絵コンテ）

2012年
- 探検ドリランド（絵コンテ）

2014年
- 金田一少年の事件簿R（演出）

2015年
- ドラゴンボール超（絵コンテ）

2018年
- HUGっと!プリキュア（絵コンテ・演出）

2019年
- スター☆トゥインクルプリキュア（絵コンテ・演出）

2020年
- ヒーリングっど♥プリキュア（絵コンテ・演出）

2021年
- トロピカル〜ジュ!プリキュア（絵コンテ・演出）

2022年
- デリシャスパーティ♡プリキュア（絵コンテ・演出）

2023年
- ひろがるスカイ!プリキュア（絵コンテ・演出）
- 逃走中 グレートミッション（演出）

### 映画
1997年
- 地獄先生ぬ〜べ〜 恐怖の夏休み!! 妖しの海の伝説!（監督）

1999年
- 遊☆戯☆王（監督）

2000年
- ONE PIECE（監督）

2001年
- ONE PIECE ねじまき島の冒険（監督）

2002年
- ONE PIECE 珍獣島のチョッパー王国（監督）

2004年
- 金色のガッシュベル!! 101番目の魔物（監督）

2005年
- 映画 ふたりはプリキュア Max Heart（監督）
- 映画 ふたりはプリキュア Max Heart 2 雪空のともだち（監督）

2006年
- 映画 ふたりはプリキュア Splash Star チクタク危機一髪!（監督）

2008年
- ONE PIECE THE MOVIE エピソードオブチョッパー+冬に咲く、奇跡の桜（監督）

2009年
- 映画 フレッシュプリキュア! おもちゃの国は秘密がいっぱい!?（監督）

2011年
- トリコ 3D 開幕!グルメアドベンチャー!!（監督）

2012年
- 映画 プリキュアオールスターズNewStage みらいのともだち（監督）

2015年
- 映画 プリキュアオールスターズ 春のカーニバル♪（監督・MV絵コンテ）

2018年
- 劇場版 マジンガーZ / INFINITY（監督）

2021年
- 映画 トロピカル〜ジュ!プリキュア 雪のプリンセスと奇跡の指輪!（監督）